# Кіріцешть (Прахова)
Кіріцешть, Кіріцешті (рум. Chirițești) — село у повіті Прахова в Румунії. Входить до складу комуни Ізвоареле.
Село розташоване на відстані 93 км на північ від Бухареста, 37 км на північ від Плоєшті, 53 км на південний схід від Брашова.

## Населення
За даними перепису населення 2002 року у селі проживали 80 осіб, усі — румуни. Усі жителі села рідною мовою назвали румунську.